# Issaguen
Issaguen (arabisch اساكن, Zentralatlas-Tamazight ⵉⵙⴰⴳⵏ Isagen) oder Ketama, früher auch bekannt als Achaken, ist eine rund 1600 Einwohner zählende Kleinstadt und Hauptort einer Landgemeinde (commune rurale) mit etwa 18.000 Einwohnern in der Provinz Al Hoceïma in der Region Tanger-Tétouan-Al Hoceïma in Marokko. Die Namensdopplung Issaguen oder Ketama kommt daher, weil die Stadt zugleich das Oberzentrum für die Regionen Ketama und Issaguen ist. Die Menschen in der östlich gelegenen Issaguen-Region nennen ihre Kreisstadt Issaguen und für die Menschen in der westlichen Ketama-Region heißt dieselbe Stadt Ketama. Von 1912 bis 1956 gehörte Issaguen zu Spanisch-Marokko.

## Lage und Klima
Issaguen liegt mit einer Höhe von knapp 1115 m im geographischen Zentrum des Rif-Gebirges nahe bei dessen höchster Erhebung, dem 2448 m hohen Jbel Tidirhine. Die Entfernung zur nordöstlich gelegenen Provinzhauptstadt Al Hoceïma beträgt etwa 115 km (Fahrtstrecke); bis nach Fès sind es etwa 156 km in südwestlicher Richtung. Die großen Zufahrtsstraßen sind serpentinenreich und überwiegend gut ausgebaut. Das lokale Klima ist für Marokko eher kühl und regnerisch, bis ins späte Frühjahr hinein ist Schnee möglich.

## Bevölkerung
Ort
| Jahr      | 1994  | 2004 | 2014 | 2024 |
| Einwohner | k. A. | 1638 | 2474 | 2688 |

Gemeinde
| Jahr      | 1994   | 2004   | 2014   | 2024   |
| Einwohner | 12.799 | 15.425 | 17.095 | 17.834 |

Die Einwohner sind nahezu ausschließlich berberischer Abstammung; Umgangssprache ist Tarifit, aber auch Marokkanisches Arabisch wird gesprochen.
Wegen der wirtschaftlichen Probleme (siehe Wirtschaft) und der damit verbundenen steigenden Armut, herrscht in der Stadt eine verhältnismäßig hohe Kriminalität. Es wird in Reiseführern vor touristischen Reisen nach Issaguen/Ketama und besonders vor Übernachtungen dort gewarnt.

## Wirtschaft
Die Kleinstadt Issaguen ist Handwerks-, Dienstleistungs- und Handelszentrum zahlreicher Dörfer in der bergigen Umgebung, die seit alters her ein Zentrum des Cannabisanbaus war. Rund 90.000 Bauern leben in der Region vom Anbau oder Handel mit Cannabis, das in der Regel zu Haschisch verarbeitet wird.
Obwohl offiziell und auf Druck der EU der Hanfanbau untersagt ist, wird Marokkos Anbaufläche noch immer auf insgesamt 72.500 ha geschätzt (Stand 2005, Tendenz fallend). Angebaut wird der Hanf von den Bauern häufig auf zahlreichen Klein- und Kleinstflächen, die oft in der Nähe der eigenen Behausung liegen und manuell von der gesamten Familie beackert werden. Groben Erhebungen zufolge kann ein einzelner Kleinbauer ungefähr fünf bis zehn Kilogramm Haschisch verschiedener Qualitäten im Jahr produzieren.
Das ehemals prächtige Stadtzentrum ist heute verfallen. Stellenweise gibt es Einzelhandel, oft auf Karren und freistehenden Tischen, seltener in Geschäften. Auf den beiden Freiluft-Märkten im Stadtzentrum werden die nötigsten Lebensmittel, Früchte und diverse Billigwaren angeboten.

## Sehenswürdigkeiten
- Issaguen eignet sich als Ausgangspunkt für eine Besteigung des ca. 2450 m hohen Jbel Tidirhine.

## Zwischenfälle
- Am 11. Dezember 1955 verunglückte ein Transportflugzeug des Typs Douglas DC-4/C-54M der United States Air Force (USAF) (Luftfahrzeugkennzeichen 44-9094) an einem Berg 8 Kilometer ostsüdöstlich von Ketama. Die Maschine war auf der Wheelus Air Force Base in Libyen gestartet. Alle 8 Insassen wurden getötet.[6]